# Diogmites rubrodorsatus
Diogmites rubrodorsatus là một loài ruồi trong họ Asilidae. Diogmites rubrodorsatus được Artigas miêu tả năm 1966. Loài này phân bố ở vùng Tân Bắc giới.